# Walter Scott
Sir Walter Scott (n. 15 august 1771, Edinburgh, Regatul Marii Britanii – d. 21 septembrie 1832, Abbotsford House⁠(d), Scoția, Regatul Unit al Marii Britanii și Irlandei) a fost un scriitor scoțian prolific și un poet popular în Europa în timpul vieții sale.
Se poate spune că Scott a fost primul autor de limbă engleză care a avut o carieră internațională în timpul vieții, cu mulți cititori din întreaga Europa, Australia și America de Nord. Poeziile și proza lui sunt încă citite și multe din scrierile lui rămân scrieri de referință atât pentru literatura engleză, cât și pentru literatura scoțiană. Printre operele sale celebre se numără Ivanhoe, Rob Roy, The Lady of The Lake, Seria Waverley, The Heart of Midlothian și The Bride of Lammermour. Există un număr de traduceri ale operelor lui Sir Walter Scott în limba română (Frumoasa din Perth, Talismanul, Rob Roy, Mireasa din Lammermoor). 

## Biografie
S-a născut la 15 august 1771 la Edinburg, ca al nouălea copil al unui consilier juridic cu același nume. La vârsta de 2 ani are un atac de paralizie infantilă nu prea grav dar este trimis la ferma bunicului său unde va asculta legende și basme despre trecutul Scoției. În 1778, însănătoșit, urmează cursurile Școlii superioare din Edinburg dar are și profesor particular acasă. Studiază opera lui Shakespeare iar la școală învață limba latină, traducând versuri din Virgiliu sau Horațiu. Tatăl său îl pune să facă practică pentru cariera de magistrat, dar el frecventează și cluburi literare. În 1790 se înscrie la Universitatea din Edinburg pentru a deveni avocat. Termină Universitatea în 1792 și profesează ca avocat în Edinburg. În 1797 se căsătorește cu Charlotte Margarete Charpentier. Doi ani mai târziu scrie câteva poeme care vor apărea în 1801 în  culegerea Tales of Wonder (Povestiri miraculoase). Peste un an tipărește primele două volume din Minstrelsy of the Scottisch Border (Balade de la granița Scoției) unde valorifică bogata sa activitate de culegător de folclor scoțian. În 1805 publică cu mare succes The Lay of the Last Ministrel (Balada ultimului menestrel). Tot în acel an încearcă să scrie romanul istoric Waverley dar renunță la sfatul unui prieten. În 1806 este numit secretar al Curții Supreme a Scoției și publică volumul de succes Ballads and Lyrical Pieces (Balade și piese lirice). Publică în 1808 volumul Marmion - A Tale of Floden Field (Marmion - Poveste despre bătălia de la Flodden). Tot în acel an devine patron al firmei conduse de John Ballantyne dar va avea o grămadă de probleme financiare din cauza acestei edituri. În 1814 publică anonim la editorul Constable romanul istoric Waverley on it is Sixty Years Since (Waverley, sau În urmă cu șaizeci de ani). Peste un an apar poemele The Lord of the Isles (Stăpânul insulelor) și The Field of Waterloo (Câmpul de la Waterloo) și romanul anonim Guy Mannering and the Astrologer (Guy Mannering și Astrologul). Face cunoștință cu Byron. În 1816 apare tot anonim romanul The Antiquary (Amatorul de antichități) și o serie de povestiri istorice adunate împreună sub denumirea Tales of My Landlord (Povestirile unui proprietar). Peste un an, tot anonim, publică poemul Harold the Dauntless (Harold Neîmblânzitul) cu care se încheie activitatea poetică a lui Walter Scott. Tot în 1817 termină romanul Rob Roy care este publicat la sfârșitul an ului. Walter Scott va ceda în 1818 editorului Constable drepturile în exclusivitate asupra romanelor din seria Waverley pentru suma de 12000 lire necesare pentru întreținerea domeniului său Abbotsford (Vadul Stareților) pe care-l cumpărase în 1811 (pe malul râului Tweed). În 1819 apar romanele The Bride of Lammermoor (Mireasa din Lammermoor) și A Legend of Montrose (O legendă despre Montrose) precum și marele său succes Ivanhoe.
În 1820 George al IV-lea îl numește baron și îi apare romanul The Monastery (Mănăstirea). Peste trei ani apar Quentin Durward și St. Ronan's Well (Izvorul Sf. Ronan) - ultimul fiind singurul său roman inspirat de evenimente din actualitate. În 1825 editura Ballantyne and Co și librăriile hurst and Robinson falimentează și-l lasă dator cu uriașa sumă de 130.000 de lire pe care se angajează s-o achite treptat.
Soția sa moare în 1826, Walter Scott continuând să lucreze intens pentru a-și plăti datoriile: apare romanul Woodstock, or The Cavalier. A Tale of the Year Sixteen Hundred and Fifty-one (Woodstock sau monarhistul). În toamna aceluiași an se duce la Londra și apoi la Paris pentru a se documenta în privința unei viitoare cărți despre Napoleon. În 1827 recunoaște că este autorul seriei de romane Waverley. În iunie 1827 apare în nouă volume The Life of Napoleon Buonaparte (Viața lui Napoleon Bonaparte). În 1828 achită doar 40000 lire din datoriile sale și publică romanul St. Valentine's Day or The Fair Maid of Perth (Ziua Sf. Valentin sau Frumoasa din Perth). În 1829 apare primul volum din History of Scotland (Istoria Scoției) și Anne of Geierstein din seria Waverley.
Suferă de o ușoară paralizie în februarie 1830 și de un atac de apoplexie în noiembrie pentru ca peste un an să paralizeze. Totuși va publica încă două romane: Count Robert of Paris (Contele Robert din Paris) și Castle Dangerous (Castelul primejdiilor).
La sfatul medicilor, face o croazieră în Mediterana, se oprește pe insula Malta și apoi la Neapole. Peste un an, în 1832 se duce la Roma, trece prin Florența, Veneția, München, Ulm, Frankfurt și Nijmegen, unde suferă un nou atac de apoplexie foarte grav. Este dus la Londra, apoi la Casa Abbotsford, unde moare pe 21 septembrie.

## Lucrări

### SeriaWaverley
- Waverley (1814)
- Guy Mannering (1815)
- The Antiquary (1816)
- Rob Roy (1817)
- Ivanhoe (1819)
- Kenilworth (1821)
- The Pirate (1822)
- The Fortunes of Nigel (1822)
- Peveril of the Peak (1822)
- Quentin Durward (1823)
- St. Ronan's Well (1824)
- Redgauntlet (1824)
- Tales of the Crusaders, conține The Betrothed și The Talisman (1825)
- Woodstock (1826)
- Chronicles of the Canongate, a doua serie, The Fair Maid of Perth (1828)
- Anne of Geierstein (1829)

#### Tales of My Landlord
- prima serie The Black Dwarf și Old Mortality (1816)
- a doua serie, The Heart of Midlothian (1818)
- a treia serie, Mireasa din Lammermoor (The Bride of Lammermoor) și A Legend of Montrose (1819)
- a patra serie, Count Robert of Paris și Castle Dangerous (1832)

#### Tales from Benedictine Sources
- The Monastery (1820)
- The Abbot (1820)

### Poezie
- Translations and Imitations from German Ballads (1796)
- The Minstrelsy of the Scottish Border (1802–1803)
- The Lay of the Last Minstrel, include Breathes There the Man (uneori cunoscută ca My Native Land sau Patriotism) ca Canto Sixth I (1805)
- Ballads and Lyrical Pieces (1806)
- Marmion, include Young Lochinvar (1808)
- The Lady of the Lake (1810)
- The Vision of Don Roderick (1811)
- The Bridal of Triermain (1813)
- Rokeby (1813)
- The Field of Waterloo (1815)
- The Lord of the Isles (1815)
- Harold the Dauntless (1817)

Mai multe poezii scurte de Scott, uneori bine cunoscute sub formă de cântece, inițial nu au fost separate, ci părți ale unor poeme mai lungi sau intercalate în romanele lui, în povestiri sau drame.

### Colecții de povestiri
- Chronicles of the Canongate, prima serie (1827). Culegere de trei povestiri: The Highland Widow, The Two Drovers și The Surgeon's Daughter.
- The Keepsake Stories (1828). Culegere de trei povestiri: My Aunt Margaret's Mirror, The Tapestried Chamber și Death Of The Laird's Jock.

### Altele
- Eseu introductiv a The Border Antiquities of England and Scotland (1814–1817)
- The Chase (tradusă) (1796)
- Goetz of Berlichingen (tradusă) (1799)
- Paul's Letters to his Kinsfolk (1816)
- Provincial Antiquities of Scotland (1819–1826)
- Lives of the Novelists (1821–1824)
- Essays on Chivalry, Romance, and Drama Supliment la ediția a 24-a din 1815 a Encyclopædia Britannica
- Halidon Hill (1822)
- The Letters of Malachi Malagrowther (1826)
- The Life of Napoleon Buonaparte (1827)
- Religious Discourses (1828)
- Tales of a Grandfather, prima serie (1828)
- History of Scotland, 2 volume (1829–1830)
- Tales of a Grandfather, a doua serie (1829)
- The Doom of Devorgoil, include Bonnie Dundee (1830)
- Essays on Ballad Poetry (1830)
- Tales of a Grandfather, a treia serie (1830)
- Letters on Demonology and Witchcraft (1830)

## Traduceri în română
- Scott, Walter. LOGODNICA DIN LAMMERMOOR. Tradus de Ioana Deleanu. București, 1943: Editura Contemporană. p. 474.;
- Walter Scott, traducere  Al. Ștefănescu-Medeleni si Al. Iacobescu, Talismanul, Editura Tineretului, Colecția Cutezătorii, 1958
- Walter Scott, traducere Ștefan Dimulescu, prefață de Adrian Isac, Frumoasa din Perth, București, Editura Minerva, 1975; Biblioteca pentru toți 844-5;
- Walter Scott, traducere Petre Solomon, Ivanhoe, București, Editura Tineretului, 1955;
- Walter Scott, Rob Roy, trei ediții
- Walter Scott, traducere Anda Teodoreanu, Mireasa din Lammermour, București, Editura Eminescu, 1972;
- Walter Scott, traducere Ștefan Dimulescu, Quentin Durward, Editura Queen, Editura Oltenia, Craiova, 1992;